# 河坝吊灯花
河坝吊灯花（学名：Ceropegia sootepensis）为夹竹桃科吊灯花属的植物。分布于泰国以及中国大陆的四川等地，生长于海拔2,400米的地区，多生长于山村附近，目前尚未由人工引种栽培。

## 别名
乾浆豆（四川）